# Jättestormsvala
Jättestormsvala (Hydrobates tristrami) är en fågel i familjen stormsvalor inom ordningen stormfåglar.

## Utseende
Jättestormsvalan är som namnet avslöjar en stor men också långvingad medlem i familjen, med en kroppslängd på 24 centimeter. Fjäderdräkten är helmörk med en något blekare övergump och ett blekgrått band på ovansidan av vingen.

## Utbredning och systematik
Fågeln häckar i västra Hawaiiöarna, Izuöarna och Boninöarna. Före andra världskriget häckade de även i Vulkanöarna. Utanför häckningstid lever den pelagiskt i Stilla havet. Den behandlas som monotypisk, det vill säga att den inte delas in i några underarter.

## Släktestillhörighet
Tidigare placerades arten i släktet Oceanodroma. DNA-studier visar dock att stormsvalan (Hydrobates pelagicus) är inbäddad i det släktet. Numera inkluderas därför arterna Oceanodroma i Hydrobates, som har prioritet.

## Levnadssätt
Jättestormsvalan är strikt havslevande och besöker endast häckningskolonierna nattetid. Fågeln häckar på vintern, i Hawaii från december till juni, i hålor i sand eller guano, under en större tuva eller i en försänkning i talus. Den lever av bläckfisk och fisk. Arten har konstaterats bli åtminstone 14 år gammal.

## Status
Jättestormsvalan har en världspopulation på endast 20.000 vuxna individer, men utbredningsområdet är stort och populationen verkar stabil. Fram till 2019 kategoriserade internationella naturvårdsunionen IUCN arten som nära hotad, men den har därefter nedgraderats till den lägsta hotnivån, livskraftig.

## Namn
Fågeln har fått sitt vetenskapliga namn som en hyllning till den engelska prästen och ornitologen Henry Baker Tristram (1822-1906). Fram tills nyligen kallades den tristramstormsvala även på svenska, men justerades 2024 till ett mer informativt namn av BirdLife Sveriges taxonomikommitté.